# Paz de Kutná Hora
La Paz de Kutná Hora o Acuerdo de Kutná Hora fue un acuerdo de la Dieta o parlamento checo en marzo de 1485 en Kutná Hora, poniendo paz entre utraquistas y católicos.
Fue firmado durante los últimos coletazos de los conflictos religiosos en Bohemia. Con los enfrentamientos entre el rey bohemio Vladislao II y su vecino y pretendiente Matías I de Hungría, la revuelta de la ciudad de Praga amenazó con reiniciar el conflicto religioso latente desde las guerras husitas. Vladislao animó entonces a la nobleza a llegar a una solución pacífica.
El acuerdo entre representantes de ambos lados, tras reuniones que duraron del 13 de marzo al 20 de marzo, declaraba como religión del país el Concilio de Basilea. Utraquismo y catolicismo se declaraban iguales ante la ley y se imponía una paz religiosa (Landfried) para los siguientes 31 años. Este acuerdo acabó una larga serie de conflictos religiosos en tierras checas y constituyó el fin definitivo de las guerras husitas. En dicha paz, nobles y campesinos podían elegir entre ambas religiones.
Una Dieta en 1512 confirmó el acuerdo y lo extendió a perpetuidad. La tolerancia y paz religiosa que trajo ayudó al desarrollo del país pero sembró el germen de futuros conflictos de intereses entre burgueses y nobles.